# دانشگاه ترنت
دانشگاه ترنت، یکی از دانشگاه‌های کانادا بوده که در شهر پیتربورو قرار دارد. این دانشگاه در سال ۱۹۶۴ تأسیس شده و ارایه‌کننده رشته‌های علوم پایه و انسانی می‌باشد.این دانشگاه یکی از بهترین دانشگاه‌های کانادا در زمینه تحقیق در علوم انسانی می‌باشد.